# What's Next
«What's Next» es una canción del rapero canadiense Drake. Fue lanzado el 5 de marzo de 2021 como sencillo del cuarto EP Scary Hours 2 de Drake, a través de Republic Records y OVO Sound.
Con el debut de la canción en la cima del Billboard Hot 100, Se convirtió en el octavo sencillo número uno de Drake en el país. Además, se convirtió en su cuarta canción en debutar en la cima de la lista.

## Antecedentes
Una versión anterior de la canción apareció en Internet el 27 de febrero de 2021. Se notó que varias líneas de la canción se parecían a las de una pista inédita con Young Thug titulada «What a Time to Be a Slime». El 3 de marzo de 2021, Drake acudió a sus redes sociales para anunciar el lanzamiento de su próximo EP Scary Hours 2 el 5 de marzo, así como el regreso de OVO Sound Radio al día siguiente. La canción fue lanzada como pista uno del EP.

## Composición
La canción fue descrita como Drake «en su mierda de rap» y «en modo flexible», con una «producción de trap sucio» y un «instrumental que suena triunfante». Líricamente, el rapero muestra «flexiones grandiosas con las que solo él puede identificarse».

## Video musical
Un video musical acompañante fue lanzado junto con el sencillo y fue dirigido por Theo Skudra. El video fue filmado a principios de marzo de 2021 en Toronto y muestra a Drake bailando en diferentes sitios de la ciudad, incluida la parte superior de la Torre CN, así como el Metro TTC y el Acuario Ripley en Canadá.

## Créditos
Créditos adaptados de Tidal.
- Aubrey Graham - voz principal, composición
- Jonathan Demario Priester - composición, producción
- Maneesh Bidaye - composición, producción, producción adicional
- Noah «40» Shebib - mezcla, personal de estudio
- Noel Catastro - personal de grabación, estudio

## Posicionamiento en las listas
| listas (2021)                               | posición |
| ------------------------------------------- | -------- |
| Australia (ARIA)                            | 7        |
| Austria (Ö3 Austria Top 40)                 | 32       |
| Bélgica (Flandes) (Ultratip Bubbling Under) | 2        |
| Canadá (Canadian Hot 100)                   | 1        |
| República Checa (Singles Digitál Top 100)   | 72       |
| Dinamarca (Tracklisten)                     | 34       |
| Francia (SNEP)                              | 74       |
| Alemania (Offizielle Deutsche Charts)       | 36       |
| Global 200 (Billboard)                      | 1        |
| Global 200 Excl. US (Billboard)             | 11       |
| Islandia (Plötutíðindi)                     | 25       |
| Irlanda (IRMA)                              | 7        |
| Italia (FIMI)                               | 88       |
| Lituania (AGATA)                            | 12       |
| Países Bajos (Mega Single Top 100)          | 43       |
| Nueva Zelanda (Recorded Music NZ)           | 12       |
| Noruega (VG-lista)                          | 27       |
| Portugal (AFP)                              | 18       |
| Eslovaquia (Singles Digitál Top 100)        | 26       |
| Suecia (Sverigetopplistan)                  | 47       |
| Suiza (Schweizer Hitparade)                 | 14       |
| Reino Unido (UK Singles Chart)              | 4        |
| Reino Unido (UK R&B Chart)                  | 1        |
| Estados Unidos (Billboard Hot 100)          | 1        |
| Estados Unidos (Hot R&B/Hip-Hop Songs)      | 1        |
| Estados Unidos (Mainstream Top 40)          | 40       |
| Estados Unidos (Rhythmic)                   | 1        |